# Folk Club Fyn
Folk Club Fyn er en forening i Odense, som arbejder for at udvikle og synliggøre folkemusikgenren på Fyn. Det sker bl.a. ved at arrangere koncerter med traditionel og kontemporær folkemusik med hovedvægt på nyere nordisk folkemusik. Koncerterne afholdes fortrinsvis på spillestedet Dexter i Odense.
Foreningen blev oprettet i 1990 og præsenterede samme år den første Odense Folk Festival (siden 2013 en del af Jam Days) under temaet "Musik langs vikingernes veje". Dette tema var i mange år den røde tråd i Odense Folk Festival, men foreningen har siden udviklet sig til at præsentere et bredt udvalg af både kontemporær og traditionel dansk og udenlandsk folkemusik. Foreningen arrangerer ca. ti koncerter om året, ligesom foreningen i april 2015 søsatte en årligt tilbagevendende minifestival. I 2015 afholdtes festivalen på Studenterhus Odense.
Folk Club Fyns koncerter støttes af Odense Musikudvalg og Statens Kunstfond.